# 建外街道
建外街道，原名建国门外街道，是中国北京市朝阳区下辖的一个街道，位于朝阳区西南部。建外街道东起西大望路，南至通惠河，西邻建国门立交桥，北至光华路，面积4.4平方公里。

## 著名机构
- 有29个大使馆和2个外交公寓群
- 国贸中心
- 友谊商店
- 是北京商务中心区的核心地区。

## 下辖社区
建外街道目前下辖的社区有：
南郎家园社区、北郎家园社区、永安里社区、光华里社区、建国里社区、秀水社区、北郎东社区和永安里东社区。
- 南郎家园社区
- 北郎家园社区
- 永安里社区
- 光华里社区
- 建国里社区
- 秀水社区
- 北郎东社区
- 永安里东社区